# Chytridiomycotina
Sous-division
Les Chytridiomycotina sont une sous-division de champignons Eumycètes.